# Honoré Ier (seigneur de Monaco)
Pour les articles homonymes, voir Honoré Ier.
Honoré Ier de Monaco (Onorato Grimaldi) est né en 1522 et mort le 7 octobre 1581. Il est le souverain de Monaco du 22 août 1523 au 7 octobre 1581.

## Biographie
Il est le fils du précédent souverain de Monaco, Lucien de Monaco, et de Jeanne de Pontevès-Cabanes (en).
Il devient seigneur de Monaco à l'âge de 9 mois, après l'assassinat de son père le 22 août 1523. Pendant sa minorité, son oncle Augustin Grimaldi (1482-1532) est nommé régent pour le jeune Seigneur.
Il épouse le 8 juin 1545 Isabella Grimaldi (sa lointaine cousine au 14e degré). Ils ont plusieurs enfants dont son successeur Charles II et Hercule Ier de Monaco, qui suit Charles II.

## Armoiries

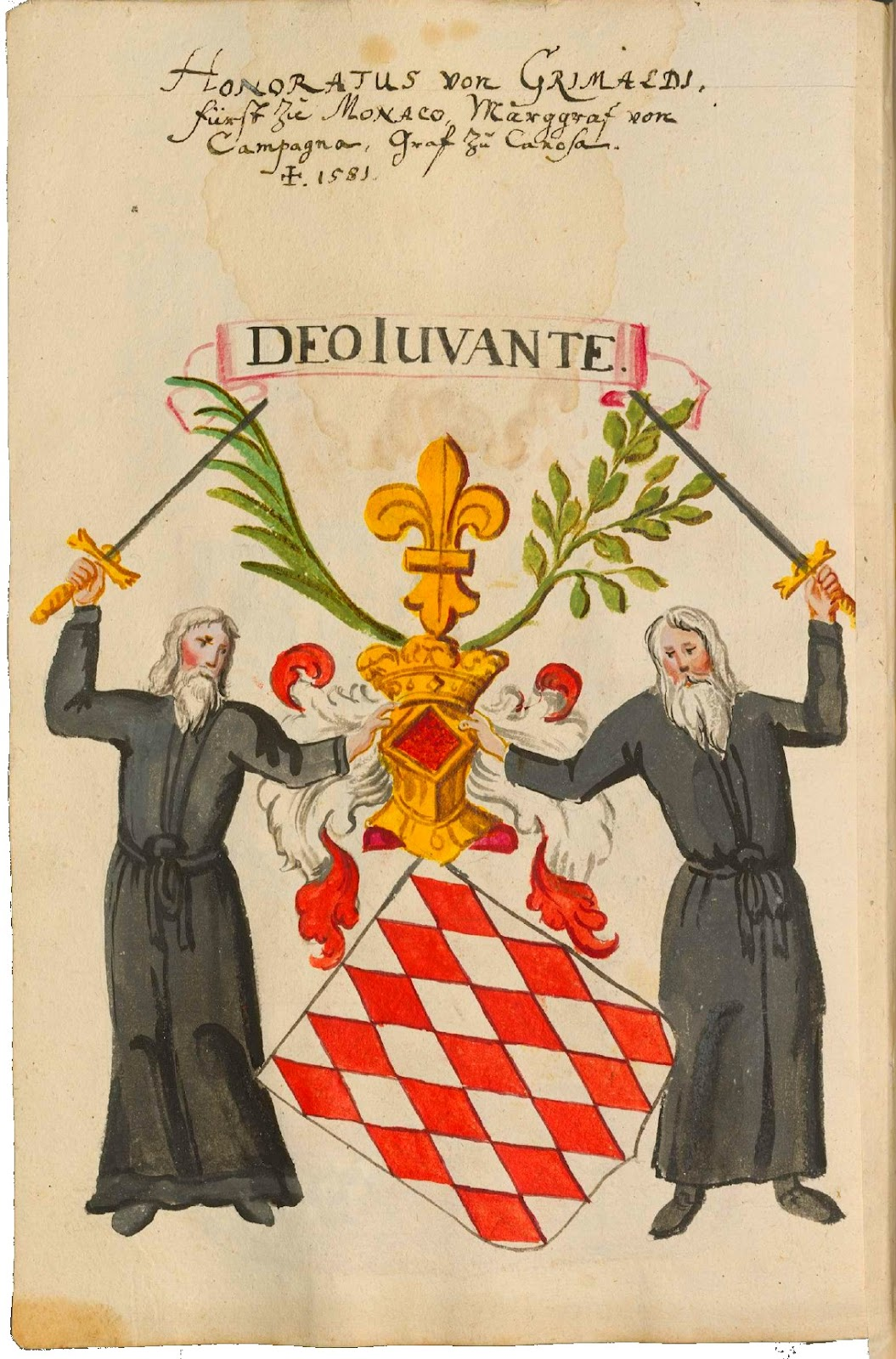
Armoiries (légendées en allemand) de Honoratus von Grimaldi (+ 1581).

| Blason | Blasonnement : Fuselé d'argent et de gueules. |